# Overtorture
Overtorture est un groupe suédois de death metal, originaire de Stockholm. 

## Histoire
Le groupe est formé au second semestre 2011 et est composé du guitariste Magnus Martinsson, du batteur Fredrik Widigs, du chanteur Joel Fornbrant et du bassiste Jonas Torndal. Les membres étaient auparavant actifs dans des groupes tels que Grave, Coldworker, Demonical, The Ugly et Witchery. Après avoir écrit leurs premières chansons, le groupe enregistre huit démos en octobre. Cependant, seule la chanson Slaves to the Atom sort. Au cours des mois suivants, le groupe cherche un contrat avec un label et continue à travailler sur les chansons et à en écrire de nouvelles. En mars, le groupe met fin à sa recherche d'un deuxième guitariste lorsque Andreas Hemmander, qui avait déjà joué dans un groupe avec Martinsson, rejoint le line-up. Peu de temps après, elle signe un contrat avec Apostasy Records.
En mai et juin 2012, le groupe enregistre son premier album At the End the Dead Await dans plusieurs studios. Les morceaux sont mixé et masterisé par Ola Englund de Six Feet Under et The Haunted. Après que Joakim Antman, qui avait déjà joué avec Widigs dans The Ugly, ait rejoint le groupe en tant que nouveau bassiste à l'automne 2012, l'album sort début 2013. Le groupe fait sa première apparition le 22 mars 2013 à Stockholm avec Hypocrisy. La première tournée en Allemagne suit en septembre, où elle se produit également avec Nile. Le groupe avait enregistré les chansons dans le studio d'enregistrement de Martinsson, seule la batterie avait été enregistrée dans les Wing Studios de Wildgren.

## Style musical
Patrick Schmidt de Rock Hard décrit le style musical de A Trail of Death comme du death metal dans le style de Grave et Demonical. Gretha Breuer avait revu l'album un numéro plus tôt. La guitare de Martinsson sonne à la fois comme du death metal suédois et américain. Le chant est classiquement grogné. Dans les chansons, les mélodies seraient pour la plupart gardées en arrière-plan. Andreas Schiffmann revoit également l'album dans le même numéro. Les paroles sont interchangeables et il y a « des riffs et des phrases qui ont été entendus des milliers de fois », ce qui n'aboutit qu'à un death metal moyen. Thomas Sonder de Metal Hammer note également dans sa critique de At the End the Dead Await que le groupe ne faisait qu'imiter ce qu'ils savaient déjà. Il décrit le style musical comme du death metal suédois avec des éléments de thrash metal. Parfois, cependant, le groupe intègre également ses propres idées dans les chansons. L'utilisation de la contrebasse est également caractéristique des chansons.

## Discographie
- 2013 : At the End the Dead Await (album, Apostasy Records)
- 2015 : A Trail of Death (album, Apostasy Records)